# آندرئا سوج
آندرئا سوج (انگلیسی: Andrea Savage؛ زادهٔ ۲۰ فوریهٔ ۱۹۷۳) یک هنرپیشه، کمدین و نویسنده اهل ایالات متحده آمریکا است. وی از سال ۱۹۹۵ میلادی تاکنون مشغول فعالیت بوده‌است.
از فیلم‌ها یا برنامه‌های تلویزیونی که وی در آن نقش داشته است می‌توان به برادرخوانده، عاشقتم، بث کوپر، زندگی اتفاق می‌افتد، بزرگ، شما مردم و سریال پادشاه تالسا اشاره کرد.